# Игры Биста
«Игры Биста» (англ. Beast Games) — реалити-шоу, созданное Джимми Дональдсоном, Тайлером Конклином, Шоном Клицнером и Маком Хопкинсом. Ведущим «Игр Биста» является Дональдсон. В шоу участвуют 1000 человек — самый большой состав участников реалити-шоу, которые соревнуются за приз в размере 5 миллионов долларов, который является одним из крупнейших призов в истории реалити-шоу.
Первые два эпизода «Игр Биста» были выпущены на Amazon Prime Video 19 декабря 2024 года, а весь сериал будет состоять из десяти эпизодов, которые будут выходить еженедельно по четвергам. В тот же день Джимми Дональдсон также опубликовал на своём YouTube-канале пробную версию игрового шоу под названием «2000 человек сражаются за 5 000 000 долларов», в которой он сокращает количество участников с 2000 до 1000 в серии испытаний.

## Производство

### Подготовка
18 марта 2024 года Джимми Дональдсон, также известный как MrBeast, объявил, что заключил сделку на 100 миллионов долларов с Amazon MGM Studios на производство реалити-шоу «Игры Биста» для Prime Video. Сериал был создан Дональдсоном, Тайлером Конклином, Шоном Клицнером и Маком Хопкинсом. Заявки на участие в шоу принимались с 5 мая 2024 года. Дональдсон выступает в качестве ведущего и исполнительного продюсера. Сообщается, что бюджет «Игр Биста» составляет более 100 миллионов долларов.

### Съёмки
Съёмки начались с первого раунда, который проходил с 18 по 22 июля 2024 года на Allegiant Stadium в Лас-Вегасе с участием 2000 человек. Этот раунд был опубликован на YouTube. Второй раунд, показанный в первых четырёх эпизодах сериала, был снят с участием оставшихся 1000 игроков на Downsview Park в Торонто, Онтарио, Канада, в августе того же года.

### Критика и судебный процесс
Участники жаловались, что во время съёмок шоу им отказывали в еде, воде, лекарствах и кроватях. Кроме того, десятки человек сообщили о различных травмах, полученных во время первых съёмочных дней, а также о жестоком обращении, сексуальных домогательствах и неоплате сверхурочных. 16 сентября 2024 года коллективный иск был подан в Верховный суд Лос-Анджелеса.
Согласно отчёту Rolling Stone об условиях труда в «Играх Биста», опубликованному в декабре 2024 года, 11 сентября 2024 года на одного из членов съёмочной группы упала часть внешней конструкции башни. Позже в том же месяце Министерство труда Онтарио подтвердило, что 11 сентября 2024 года на съёмочной площадке произошёл несчастный случай. В нём говорилось, что двум работодателям, Blink 49 Studios и Manhattan Beach Studios, были выставлены «требования». Полиция Торонто также опубликовала заявление, в котором говорилось, что их вызвали на место происшествия, но они не проводили расследование, так как в действиях не было криминального элемента.

## Съёмочная группа
По данным пресс-релиза Amazon MGM Studios

### Ведущие
- Джимми Дональдсон (ведущий)
- Чендлер Хэллоу (соведущий)
- Нолан Хансен (соведущий)
- Карл Джейкобс (соведущий)
- Тарек Саламе (соведущий)
- Мак Хопкинс (соведущий)
- Коди Оуэн (соведущий)
- Кейси Оуэн (ведущий)
- Кендалл Оуэн (ведущий)

### Продюсеры
- Мэтт Эппс
- Джо Коулман
- Тайлер Конклин
- Майкл Круз
- Джимми Дональдсон
- Кит Геллер
- Мак Хопкинс
- Крис Кейпер
- Шон Клитцнер
- Джошуа Кулич
- Рейчел Скидмор
- Чарльз Вахтер

### Гости[15]
- Lil Yachty (5 серия)

## Релиз
19 декабря 2024 года на YouTube было опубликовано отборочное видео «2000 человек сражаются за 5 миллионов долларов». 
«Игры Биста» дебютировали на Amazon Prime Video 19 декабря 2024 года и будут состоять из десяти эпизодов, которые будут выходить еженедельно.

## Отзывы
На сайте-агрегаторе рецензий Rotten Tomatoes рейтинг сериала составляет 14 % на основе 7 рецензий критиков со средней оценкой 3,3 из 10.
После выхода первых двух эпизодов шоу было плохо воспринято. Несколько рецензентов раскритиковали игру Дональдсона как громкую и поверхностную, а также то, что шоу не уделяло должного внимания участникам. IGN, The Guardian и Энди Денарт провели неблагоприятные сравнения с «Игрой в кальмара». Metacritic, который использует средневзвешенное значение, поставил шоу 38 баллов из 100 на основе отзывов 5 критиков, что означает «в целом неблагоприятные» отзывы.